# Амурска плоча
Амурската плоча е тектонска плоча, покриваща Манджурия, Корейския полуостров, Жълто море и Приморски край. Някога считана за част от Евразийската плоча, днес Амурската плоча като цяло се смята за отделна плоча, движеща се на югоизток спрямо Евразийската. Носи името на река Амур, която представлява границата между Далечния Изток на Русия и Североизточен Китай.
На север, запад и югозапад плочата граничи с Евразийската плоча, на изток граничи с Охотската плоча, а на югоизток граничи с Филипинската плоча, Окинавската плоча и плочата Яндзъ. Байкалската рифтова зона се счита за дивергентна граница между Амурската и Евразийската плочи. Измервания от GPS показват, че плочата бавно се завърта обратно на часовниковата стрелка.
Възможно е Амурската плоча да е участвала в Таншанското земетресение в Китай през 1976 г.